# 1994年冬季残疾人奥林匹克运动会丹麦代表团
1994年冬季残疾人奥林匹克运动会丹麦代表团是丹麦派出的1994年冬季残疾人奥林匹克运动会代表团。获得1枚金牌和2枚铜牌。